# Lo Sos Devath
Lo Sos Devath (en francès Loussous-Débat) és un municipi francès situat al departament del Gers i a la regió d'Occitània.

## Demografia
| 1962                                       | 1968 | 1975 | 1982 | 1990 | 1999 | 2006 |
| ------------------------------------------ | ---- | ---- | ---- | ---- | ---- | ---- |
| 45                                         | 67   | 63   | 66   | 51   | 56   | 47   |
| Des de 1962: població sense dobles comptes |      |      |      |      |      |      |

## Administració
| Període   | Identitat    | Partit |
| --------- | ------------ | ------ |
| 2001-2008 | Jean Labadie |        |
| 2008-     | Alain Baude  |        |